# ごきげん 〜まる子の音日記〜
『ごきげん 〜まる子の音日記〜』（ごきげん まるこのおとにっき）は、さくらももこによる漫画およびそれを原作とするアニメ『ちびまる子ちゃん』のイメージ・アルバム。1991年4月28日にBMGビクターから発売された。

## 概要
アニメの主要キャスト陣が、収録曲の6曲目『おさかなに乗って』および12曲目『夜の旅』以外の歌唱や声入れを行っているため、キャラクターソング（アニメソング）の範疇ではあるが、アニメの主題歌やBGMが収録されているわけではなく、『ちびまる子』の世界を音楽で表現すると、どうなるのか？という試みのもと、第一に様々なタイプの音楽が収録された音絵巻にしたい、第二に大人の玄人筋をニンマリさせたい、第三にずっと流しっぱなしにしておきたくなるような快感音楽集にしたい等といったコンセプトで制作された。

## 収録曲
1. 宇宙の中の小さな町の話 [3:08]
作詞：さくらももこ、作曲：金子飛鳥、編曲：金子飛鳥、語り：まる子（声 - TARAKO）
2. ちびまる絵かきうた [4:15]
作詞：さくらももこ、作曲：矢野顕子、編曲：ホッピー神山、歌：まる子（声 - TARAKO）/ たまちゃん（声 - 渡辺菜生子）/ 花輪君（声 - 菊池正美）/ 丸尾君（声 - 飛田展男）
3. キャキャ [4:56]
作詞：さくらももこ、作曲：戸田誠司、編曲：戸田誠司、歌：おとうさん（声 - 屋良有作）/ おかあさん（声 - 鈴木みえ）
4. イン・トゥ・ザ・丸尾頭脳 [2:12]
作詞：さくらももこ、作曲：清水一登、編曲：清水一登、セリフ：丸尾君（声 - 飛田展男）
5. 乙女の微笑み [3:08]
作詞：さくらももこ、作曲：小林武史、編曲：小林武史、歌：おねえちゃん（声 - 水谷優子）
6. おさかなに乗って [3:18]
作曲：金子飛鳥、編曲：金子飛鳥、インストゥルメンタル
7. 若き夢の日 [3:13]
作詞：さくらももこ、作曲：寺尾広、編曲：小林武史、歌：おじいちゃん（声 - 富山敬）/ おばあちゃん（声 - 佐々木優子）
8. ボクへようこそ [3:01]
作詞：さくらももこ、作曲：清水一登、編曲：清水一登、セリフ：花輪君（声 - 菊池正美）
9. Ｂ級ダンシング [3:02]
作詞：さくらももこ、:作曲：杉真理、編曲：戸田誠司、歌：はまじ（声 - 柏倉つとむ）/ 関口君（声 - 津久井教生）/ ブー太郎（声 - 松井摩味）
10. ヒロシの入浴 [5:41]
作曲：近藤達郎、編曲：近藤達郎、鼻歌：おとうさん（声 - 屋良優作）
11. 仲よしマーチ [4:55]
作詞：さくらももこ、作曲：戸田誠司、編曲：戸田誠司、歌：まる子（声 - TARAKO）/ たまちゃん（声 - 渡辺菜生子）/ 花輪君（声 - 菊池正美）/ 丸尾君（声 - 飛田展夫）/ はまじ（声 - 柏倉つとむ / 関口君（声 - 津久井教生）/ ブー太郎（声 - 松井摩味）/ おねえちゃん（声 - 水谷優子）/ おとうさん（声 - 屋良優作）/ おかあさん（声 - 鈴木みえ）/ おじいちゃん（声 - 富山敬）/ おばあちゃん（声 - 佐々木優子）
12. 夜の旅 [4:28]
作詞：さくらももこ、作曲：矢野顕子、編曲：服部克久、歌：伊東ゆかり（Appears Courtesy from ALFA Record）

- 表記上は12曲収録だが、12曲目終了後、隠しトラックとして「ふろく」歌：おとうさん（声 - 屋良優作）、ナレーション：キートン山田が収録されている（詳細は下記の楽曲クレジットを参照）。

## 楽曲クレジット
宇宙の中の小さな町の話
ヴァイオリン：金子飛鳥 / 栄田嘉彦 / 大久保祐子 / 金原千恵子 / 桑野聖 / 桑野千恵 / 小屋松香織 / 後藤勇一郎 / 竹内純 / 栃谷若子 / 福森隆史 / 堀内薫
ヴィオラ：磯辺優美子/ 久保田明宏 / 村山達哉 / 両角里百
チェロ：四家卵大 / 立花まゆみ/ 堀内茂雄 / 山本裕之介
コントラバス：斎藤輝彦
トロンボーン：南浩之
録音 / ミックス：赤川新一（GIZMO）
出版社：ビー企画室
ちびまる絵かきうた
シンセサイザー：ホッピー神山
ギター：吉田光（Appears Courtesy of NIPPON COLUMBIA）
マニピュレーター：土岐幸男
録音：小野誠彦
ミックス：寺田康彦（ALFA）
出版社：ニューフレンズ
キャキャ
ベース・シンセサイザー：戸田誠司
ドラムス：佐野日出夫
ピアノ / キーボード：川島バナナ
ギター：柴山和彦
トランペット：澤田秀浩 / 澤野博敬
トロンボーン：宮原圭太
マニピュレーター：土岐幸男
録音 / ミックス：赤川新一（GIZMO）
出版社：ビー企画室
イン・トゥ・ザ・丸尾頭脳
シンセサイザー：清水一登
マニピュレーター：藤井将登
録音 / ミックス：島田勝弘（STUDIO BIRDMAN）
出版社：ビー企画室
乙女の微笑み
シンセサイザー：小林武史
マニピュレーター：角谷仁宣
録音 / ミックス：平沼浩司（Victor Studio）
出版社：ビー企画室
おさかなに乗って
ヴァイオリン：金子飛鳥 / 桑野聖
ヴィオラ：村山達哉
チェロ：立花まゆみ
録音 / ミックス：赤川新一（GIZMO）
出版社：ビー企画室
若き夢の日
シンセサイザー / ピアノ：小林武史
アコーディオン：横森良造
ギター：小倉博和
ベース：根岸孝旨
ドラムス：寺谷誠一
マニピュレーター：角谷仁宣
録音 / ミックス：平沼浩司（Victor Studio）
出版社：ビー企画室
ボクへようこそ
シンセサイザー：清水一登
マニピュレーター：藤井将登
録音 / ミックス：島田勝弘（STUDIO BIRDMAN）
出版社：ビー企画室
B級ダンシング
ベース / シンセサイザー：戸田誠司
ドラムス：平ヶ倉良枝
キーボード：川島バナナ
ギター：柴山和彦
マニピュレーター：土岐幸男
録音 / ミックス：赤川新一（GIZMO）
出版社：ビー企画室
ヒロシの入浴
ピアノ / ハモンドオルガン：近藤達郎
ヴィブラフォン：清水一登
ヴァイオリン：金子飛鳥 / 桑野聖
ヴィオラ：秋山俊樹
チェロ：堀内茂雄
フルート：西沢幸彦 / 遠藤剛史
サックス：梅津和時 / 篠田昌已
ウッドベース：早川岳晴
パーカッション：越智義朗 / 越智義久
録音 / ミックス：河合十里（STUDIO farm）
出版社：ビー企画室
仲よしマーチ
ベース / シンセサイザー：戸田誠司
キーボード：近藤達郎
ドラムス：佐野日出夫
ギター：柴山和彦
マニピュレイター：美島豊明
録音：井上"ウニ"禎（Group Done）
ミックス：島田勝弘（STUDIO BIRDMAN）
出版社：ビー企画室
夜の旅
ピアノ（ソロ）：服部克久
ドラムス：渡嘉敷祐一
ベース：青木智仁
ギター：増崎孝司
ピアノ：小野塚晃
トロンボーン：南浩之 / 中島大之
フルート：畠山洋美 / 石川ゆう子
ハープ：堀内敦子
パーカッション：菊地みづえ
ヴァイオリン：篠崎正嗣 / 山本誠一郎 / 小池弘之 / 城戸喜代 / 中島弦一郎 / 広瀬裕美子 / 安西一陽 / 藤巻重雄 / 中矢英視 / 中村敬子
ヴィオラ：鈴木民雄 / 遠山常身
チェロ：田中雅弘 / 堀沢真弓
録音 / ミックス：伊豫部富治
出版社：ニューフレンズ
ふろく
アコーディオン：横森良造
録音 / ミックス：島田勝弘（STUDIO BIRDMAN）

## スタッフ
- マスタリング ＆ プロデュース

マスタリング：奥原秀明（Victor Studio） / 小泉由香（ONKIO HAUS）
プロデューサー：宮永正隆
コ・プロデューサー：永田純（Stomach, Inc.）
プロジェクト・マネージャー：寺尾広（BEING）
アシスタント・プロジェクト・マネージャー：奥田宏治（BEING）
レーベル・マネージャー：塚田達也（BMG VICTOR, INC.）
エグゼクティヴ・プロデューサー：長戸大幸（BEING）
- ヴィジュアル・スタッフ

アート・ディレクション ＆ デザイン：高橋雅之＋Ｋ2（デザインオフィス）
絵：さくらももこ
写真：鮫島俊介（BE-PLANNING） / JUN TAKAGI
コーディネイター：川崎三木男（BMG VICTOR, INC.）
ブックレット編集：ウディ川勝